# Матенопулос, Дебби
Де́спина «Де́бби» Матенопу́лос (англ. Despina «Debbie» Matenopoulos; род. 13 декабря 1975, Ричмонд, Виргиния, США) — американская журналистка, телеведущая и актриса.

## Биография и начало карьеры
Теспина Матенопулос родилась 13 декабря 1974 года в Ричмонде (штат Виргиния, США) в семье мебельщика Николаоса Т. Матенопулоса (6 декабря 1940 — 7 марта 2012) и стилиста Эфросини Матенопулос. Дебби имеет греческие корни и говори по-гречески.
Дебби окончила «John Randolph Tucker High School», год обучалась в Университете Содружества Виргинии, а затем получила степень по журналистики в Нью-Йоркском университете.
Дебби была членом женского братства «Alpha Omicron Pi».
Во время учёбы в Нью-Йоркском университете, Дебби была интерном на «MTV», а затем стала координатором утреннего радиошоу «UnFiltered». Озвучила сама себя в мультсериале «Звёздные бои насмерть».

## Личная жизнь
В 2003—2009 года Дебби была замужем за президентом музыки в Lions Gate Entertainment и основателем Mammoth Records Джеем Фэйрсом.
С лета 2013 года Дебби замужем во второй раз за фотографом Джоном Фэлкоуном, с которым она встречалась год до их свадьбы. У супругов есть дочь — Александра Каллиопе Фэлкоун (род. 29 октября 2014).